# Бойков Олександр Рафаїлович
Олександр Рафаїлович Бойков (рос. Александр Рафаилович Бойков; 3 лютого 1975, м. Москва, СРСР) — російський хокеїст, лівий нападник. 
Вихованець хокейної школи «Крила Рад» (Москва). Виступав за «Крила Рад» (Москва), ЦСКА (Москва), «Лада» (Тольятті), ХК «Атлант», «Сибір» (Новосибірськ), «Сєвєрсталь» (Череповець).
Досягнення
- Срібний призер чемпіонату Росії (2005), бронзовий призер (2002, 2003, 2004).